# هنري مايو
هنري مايو (بالفرنسية: Henri Maillot)‏ (1928-1956) مناضل مناهض للإستعمار وصديق لثورة التحرير الجزائرية، من أصول أوروبية، إشتهر بعد تحويله شاحنة محملة بالأسلحة لصالح المجاهدين.

## النشأة
ولد هنري مايو في 11 يناير 1928 بالجزائرالعاصمة وترعرع بحي «كلوصالومبي» (المدنية حاليا) تابع دراسته الإبتدائية في المدرسة العمومية بحي المدنية (كلو صالومبيي سابقا) قبل أن ينضم سنة 1943 إلى الشبيبة الشيوعية بالجزائر العاصمة حيث شغل منصب الأمين العام لاتحاد الشبيبة الديمقراطية الجزائرية UJDA وهومنظمة ديمقراطية تضم جزائريين وجزائريين ذوي الأصول الأوروبية. مثل هنري مايو الجزائر في مؤتمرات الشبيبة ببراغ وفرصوفيا كما كان ايضاً موظفا بيومية «ألجي ريبيبليكان»(الجزائر الجمهورية)،
و في سنة 1947 تحصل على شهادة الدراسات التجارية بالمدرسة العليا للتجارة بالجزائر مع نضاله في منظمة الطلبة الجزائريين.

## مساعدته للثورة الجزائرية
التحق هنري مايو بالمدرسة العسكرية بشرشال حيث تحصل على رتبة ملازم، وفي العام 1956 تم تعيينه في الكتيبة 57 مشاة بمليانة، برتبة ضابط صف بحري، حينها كان جيش التحريرالوطني يعاني في الجبال من نقص حاد في التموين بالسلاح.
في يوم 4 أفريل 1956 قام هنري مايو بتحويل شاحنة أسلحة وذخائر تحتوي على (132 مسدس رشاش و140 مسدس وعدة صناديق مملوءة بالقنابل اليدوية). قبل أن يلتحق شهرا بعدها بجبال الونشريس.
وأسس هنري مايو رفقة مجموعة صغيرة ما عرف ب«مقاتلين من أجل التحرير» CDL بجبال الونشريس لتنضم إليها مجموعات أخرى من تلمسان والأوراس قصد تشكيل النواة الأولى للمقاتلين الشيوعيين.
وكتب مايو في رسالة بعثها للصحافة ونشرتها جرائد باريسية: «لست مسلما ولكنني جزائري من أصول أوروبية، أعتبر الجزائر وطني، وعلي أن أقوم نحوه بكافة واجباتي كباقي أبناء الجزائر، من خلال تزويد المحاربين الجزائريين بالأسلحة التي يحتاجونها في كفاحهم التحرري.. إني واع كل الوعي بأني بهذا الموقف أقدم مصالح بلدي وشعبي».

## وفاته
وبعد القيام بالعديد من التفجيرات والعمليات التخريبية تم ايقاف هنري مايو ورفاقه كل من بلقاسم حنون 18 سنة وجيلالي موساوي وموريس لابان وعبد القادر زلماطي
من قبل حركى تابعين لباشاغا بوعلام قبل أن يسقط في ميدان الشرف في 5 يونيو 1956 بغابة بني بودوان بولاية الشلف ليعرض جثمانه الملطخ بالدماء فيما بعد ولعدة ساعات بساحة بلدة لامارتين (الكريمية حاليا).
و تم القضاء شبه كليا على هؤلاء المحاربين. وتحقق انضمام ما تبقى من الشيوعيين الجزائريين إلى صفوف جيش التحرير الوطني يوم 1 جويلية 1956 إثر الإتفاق الموقع بين جبهة التحرير الوطني والحزب الشيوعي الجزائري بعد محادثات بين عبان رمضان وبن يوسف بن خدة عن جبهة التحرير الوطني، والصادق هجرس وبشير حاج علي عن الحزب الشيوعي الجزائري.
وفي سنة 1986 أي بعد حوالي ربع قرن عن الاستقلال تم الاعتراف بهنري مايو كعضو بجيش التحريرالوطني ويتأسف اليوم رفقاؤه في السلاح وعدد من أبناء بلده لعدم تسمية أي شارع بالعاصمة أو غيرها من المدن الجزائرية باسمه.